# Rain (canção de Taeyeon)
"Rain" é uma canção gravada pela cantora sul-coreana Taeyeon. Foi lançada em formato digital em 3 de fevereiro de 2016 pela SM Entertainment, como parte de seu projeto inaugural de música digital, intitulado SM Station. O single atingiu o topo da parada sul-coreana Gaon Digital Chart, adquirindo vendas que ultrapassaram um milhão de cópias no ano de 2016.

## Antecedentes e composição
Em janeiro de 2016, a SM Entertainment anunciou que lançaria uma plataforma de música digital chamada SM Station, na qual seus artistas lançariam uma nova canção toda semana. "Rain" e sua faixa lado B "Secret" serviram como single de abertura do projeto e foram lançadas em 3 de fevereiro de 2016.
"Rain" possui letras de Bong Eun-yeong, Mafly e Lee Yoo-jin. É descrita como uma canção de andamento moderado com elementos de jazz e R&B. Liricamente, utiliza a chuva como uma metáfora para descrever as memórias de um amor do passado.

## Vídeo musical
O vídeo musical de "Rain" foi filmado no interior de uma casa, tendo o conceito de Taeyeon estar presente em uma "sala de memórias", sentindo a falta de um amor do passado. A produção alterna entre cenas em preto e branco de Taeyeon cantando sozinha em frente a um microfone e cenas em cores dela em uma sala inundada.
Após o seu lançamento, tornou-se o vídeo musical mais visto de um artista coreano na plataforma de vídeos Youtube em fevereiro de 2016.

## Recepção
| Ano  | Prêmio                  | Categoria                                | Resultado | Ref.   |
| ---- | ----------------------- | ---------------------------------------- | --------- | ------ |
| 2016 | Melon Music Awards      | Melhor Canção de Balada                  | Indicado  | [ 7 ]  |
| 2016 | Melon Music Awards      | Melhor Performance Vocal Feminino - Solo | Indicado  | [ 7 ]  |
| 2016 | Melon Music Awards      | Canção do Ano                            | Indicado  | [ 7 ]  |
| 2016 | Mnet Asian Music Awards | Melhor Performance Vocal Feminino - Solo | Indicado  | [ 8 ]  |
| 2017 | Golden Disc Awards      | Bonsang Digital                          | Venceu    | [ 9 ]  |
| 2017 | Gaon Chart Music Awards | Canção do Mês (Fevereiro)                | Indicado  | [ 10 ] |

| Programa | Emissora | Data                    | Ref.   |
| -------- | -------- | ----------------------- | ------ |
| Inkigayo | SBS      | 14 de fevereiro de 2016 | [ 11 ] |

## Faixas e formatos
| "Rain"- Download digital, streaming |                 |                                  |                                                                            |                 |         |  |
| N.º                                 | Título          | Letras                           | Música                                                                     | Arranjo         | Duração |  |
| 1.                                  | "Rain"          | Bong Eun-yeong Mafly Lee Yoo-jin | Matthew Tishler Aaron Benward Felicia Barton Olivia Holt                   | Matthew Tishler | 3:42    |  |
| 2.                                  | "Secret" (비밀) | Mafly                            | Devine Kei Ryan Kim Aurora Pfeiffer Tyler Shamy Thaddeus Dixon Kiana Brown | Thaddeus Dixon  | 3:37    |  |

## Desempenho nas paradas musicais
"Rain" estreou no topo da Gaon Digital Chart na Coreia do Sul, pela semana referente a 31 de janeiro a 6 de fevereiro de 2016. Em suas tabelas componentes, a canção estreou em número um pela Gaon Download Chart ao obter 237,092 downloads digitais pagos, referente a semana de 31 de janeiro a 6 de fevereiro de 2016 e em número cinco pela Gaon Streaming Chart ao obter 3,522,362 streams, também pela mesma semana. Na semana seguinte, "Rain" atingiu o seu pico de número quatro pela Gaon Streaming Chart na semana referente a 7 a 13 de fevereiro de 2016. Durante o ano de 2016, a canção vendeu mais de 1,3 milhão de cópias digitais na Coreia do Sul, até setembro de 2019, foram reportados vendas de "Rain" em 2,500 milhões de downloads digitais pagos no país.
Nos Estados Unidos, "Rain" posicionou-se em número três pela Billboard World Digital Songs, na semana referente a 20 de fevereiro de 2016.
| Parada musical (2016)                          | Melhor posição |
| ---------------------------------------------- | -------------- |
| Coreia do Sul (Gaon Digital Chart)             | 1              |
| Estados Unidos (Billboard World Digital Songs) | 3              |

| Parada musical (2016)              | Posição |
| ---------------------------------- | ------- |
| Coreia do Sul (Gaon Digital Chart) | 24      |

## Histórico de lançamento
| Região        | Data                   | Formato                    | Gravadora   | Ref.   |
| ------------- | ---------------------- | -------------------------- | ----------- | ------ |
| Mundo         | 3 de fevereiro de 2016 | Download digital streaming | SM          | [ 21 ] |
| Coreia do Sul | 4 de fevereiro de 2016 | Rádios mainstream          | SM KT Music | [ 22 ] |